# Anaxipha tooronga
Anaxipha tooronga är en insektsart som beskrevs av Otte, D. och R.D. Alexander 1983. Anaxipha tooronga ingår i släktet Anaxipha och familjen syrsor. Inga underarter finns listade i Catalogue of Life.